# Saosin (album)
Saosin è il primo eponimo album in studio del gruppo musicale post-hardcore statunitense Saosin, pubblicato nel 2006.

## Tracce
1. It's Far Better to Learn – 3:54
2. Sleepers – 2:51
3. It's So Simple – 2:48
4. Voices – 3:37
5. Finding Home – 3:09
6. Follow and Feel – 3:19
7. Come Close – 3:15
8. I Never Wanted To – 3:29
9. Collapse – 3:15
10. You're Not Alone – 3:58
11. Bury Your Head – 3:34
12. Some Sense of Security – 4:00

## Formazione
- Cove Reber - voce, tastiere
- Beau Burchell - chitarra, cori
- Justin Shekoski - chitarra, cori
- Chris Sorenson - basso, cori
- Alex Rodriguez - batteria, percussioni